# Liste der Stolpersteine in Wanfried
Die Liste der Stolpersteine in Wanfried enthält die Stolpersteine, die im Rahmen des gleichnamigen Kunst-Projekts von Gunter Demnig in Wanfried verlegt wurden. Mit ihnen soll an die Opfer des Nationalsozialismus erinnert werden, die in Wanfried lebten und wirkten.

## Liste der Stolpersteine
| Name              | Adresse              | Bild | Inschrift | Verlegedatum | Biografie und Anmerkungen |
| ----------------- | -------------------- | ---- | --- | ------------ | ------------------------- |
| Werner Hieronimus | Klauskirchstraße 4 · |      | Hier wohnte Werner Hieronimus Jg. 1906 desertiert 1941 verhaftet 1941 Gefängnis Köln hingerichtet 4.8.1942 Schießstand Köln-Dünnwald | 16. Mai 2019 |                           |